# 19817 Larashelton
19817 Larashelton è un asteroide della fascia principale. Scoperto nel 2000, presenta un'orbita caratterizzata da un semiasse maggiore pari a 2,6230526 UA e da un'eccentricità di 0,1406711, inclinata di 2,11557° rispetto all'eclittica.